# Methane Pioneer
Le méthane Pioneer a été le premier méthanier de haute mer dans le monde. Construit en 1945 comme cargo (de type liberty ship) sous le nom Marlin Hitch, le navire a été renommé Don Aurelio et Nomarti avant d'être reconstruit en 1958 pour le transport de GNL et exploité dans ce rôle, entre 1959 et 1972. Le navire a ensuite été renommé Aristote.

## Histoire

### Débuts
Le Methane Pioneer est construit par le chantier Walter Butler Shipbuilders Inc. in Duluth, Minnesota comme cargo de Type C1-M-AV1 sur commande de l'United States Maritime Commission. La livraison, sous le nom Marline Hitch, est effective en juillet 1945. La Seconde guerre mondiale se terminant, le navire est revendu dans le secteur privé, il devient le Don Aurelio in 1946 puis en 1951 le Normarti.

### En Tant Que Methane Pioneer
En 1958, le Normarti, alors propriété de la Norgulf Shipping Line, est converti en méthanier à l'Alabama Drydock and Shipbuilding Company à Mobile, en Alabama, et a été livré en octobre 1958, renommé Méthane Pioneer. Le projet a été financé par le British Gas Council et a été exploité par une coentreprise appelée Constock International Methane (CIM). CIM a formé un partenariat entre Conoco et de l'Union Stock Yards. Le navire a une capacité de 32 000 barils de GNL; le Méthane Pioneer a reçu l'indicatif d'appel GBHU.
Pour son voyage inaugural, le Methane Pioneer quitte les installations de liquéfaction de gaz naturel de Constock sur la Rivière Calcasieu en  Louisiane le 25 janvier 1959. 
Il arrive à Canvey Island (Angleterre) le 20 février. Pour la première fois, une cargaison de gaz naturel liquéfié a été transportée sur l'océan.
Le méthane Pioneer a été rebaptisé plus tard Aristote et exploité par Stephenson Clarke Expedition, qui l'a utilisé pour plus de 30 traversées entre 1959 et 1972, date où il a été retiré du service. Brièvement utilisé comme barge de stockage, il est ensuite démoli.